# Quận Beckham, Oklahoma
Quận Beckham, Oklahoma là một quận trong tiểu bang Oklahoma, Hoa Kỳ. Theo điều tra dân số năm 2000 của Cục điều tra dân số Hoa Kỳ, quận có dân số 19.799 người 2. Quận được đặt tên theo J. C. W. Beckham, cựu thống đốc Kentucky,. Diện tích của quận là 2342  km², với diện tích mặt nước là 2  km². Quận lỵ đóng tại Sayre.

## Địa lý

### Các xa lộ
- Interstate 40
- U.S. Highway 283
- State Highway 6
- State Highway 30
- State Highway 34
- State Highway 55

### Các quận giáp ranh
- Quận Roger Mills  (bắc)
- Quận Custer  (đông bắc)
- Quận Washita  (đông)
- Quận Kiowa  (đông nam)
- Quận Greer  (nam)
- Quận Harmon  (tây nam)
- Quận Collingsworth, Texas (tây)
- Quận Wheeler, Texas (tây bắc)